# Flower of Scotland
Flower of Scotland (škotskogelsko Flùr na h-Alba, škotsko Flouer o Scotland) je škotska pesem, ki jo je leta 1965 napisal Roy Williamson, javnosti pa je bila prvič predstavljena dve leti kasneje. Pesem je namenjena spominu zmage Škotov, pod poveljstvom Roberta Bruca, nad Angleškim Kraljestvom, ki ga je vodil Edward II.
Kljub temu, da Škotska uradno nima svoje himne, je Flower of Scotland ena izmed pesmi, ki jo nadomešča kot neuradna himna. Največkrat se jo uporablja ob posebnih priložnostih in športnih dogodkih.

## Besedilo
| 1. O Flower of Scotland, When will we see your like again That fought and died for Your wee bit hill and glen. And stood against him, Proud Edward's army, And sent him homeward To think again. 2. The hills are bare now, And autumn leaves lie thick and still O'er land that is lost now, Which those so dearly held That stood against him, Proud Edward's army And sent him homeward To think again. 3. Those days are past now And in the past they must remain But we can still rise now And be the nation again! That stood against him Proud Edward's army And sent him homeward To think again. 4. O Flower of Scotland, When will we see your like again That fought and died for Your wee bit hill and glen. And stood against him, Proud Edward's army, And sent him homeward To think again. | 1. O Flouer o Scotland, Whan will we see Yer like again, That focht an dee'd for, Yer wee bit Hill an Glen, An stuid agin him, Prood Edward's Airmy, An sent him hamewart, Tae think again. 2. The Hills are bare nou, An Autumn leafs Lig thick an still, O'er laund that 's lost nou, That yon sae liefly huild, That stuid agin him, Prood Edward's Airmy, An sent him hamewart, Tae think again. 3. Thae days 's are gone nou, An in the past Thay maun remain, But we can still rise nou, An be the nation again, That stuid agin him, Prood Edward's Airmy, An sent him hamewart, Tae think again. 4. O Flouer o Scotland, Whan will we see Yer like again, That focht an dee'd for, Yer wee bit Hill an Glen, An stuid agin him, Prood Edward's Airmy, An sent him hamewart, Tae think again. | 1. O Fhlùir na h-Alba, cuin a chì sinn an seòrsa laoich a sheas gu bàs 'son am bileag feòir is fraoich, a sheas an aghaidh feachd uailleil Iomhair 's a ruaig e dhachaidh air chaochladh smaoin? 2. Na cnuic tha lomnochd 's tha duilleach Foghair mar bhrat air làr, am fearann caillte dan tug na seòid ud gràdh, a sheas an aghaidh feachd uailleil Iomhair 's a ruaig e dhachaigh air chaochladh smaoin. 3. Tha 'n eachdraidh dùinte ach air dìochuimhne chan fheum i bhith, is faodaidh sinn èirigh gu bhith nar Rìoghachd a-rìs a sheas an aghaidh feachd uailleil Iomhair 's a ruaig e dhachaidh air chaochladh smaoin. 4. O Fhlùir na h-Alba, cuin a chì sinn an seòrsa laoich a sheas gu bàs 'son am bileag feòir is fraoich, a sheas an aghaidh feachd uailleil Iomhair 's a ruaig e dhachaidh air chaochladh smaoin? |